# ユーセフ・アタル
ユーセフ・アタル（Youcef Atal、1996年5月17日 - ）は、アルジェリア・ボーニ出身のサッカー選手。ポジションはDF。アダナ・デミルスポル所属。アルジェリア代表。

## 経歴
2018年7月17日、OGCニースに完全移籍。
2024年2月9日、アダナ・デミルスポルに移籍。

### 代表歴
2017年6月1日、ギニア代表との親善試合でA代表に初召集された。